# A.R. Monex Women's Pro Cycling Team
A A.R. Monex Women's Pro Cycling Team (Código UCI: MNX) é uma equipa ciclista feminino de Itália de categoria UCI Women's Continental Team, segunda categoria feminina do ciclismo de estrada a nível mundial.

## Material ciclista
A equipa utiliza bicicletas Kuota e componentes.

## Classificações UCI
As classificações da equipa e do seu ciclista mais destacado são as seguintes:
| Temporada | Classificação por equipas | Melhor corredor | Posição |
| 2016      | 21.º                      | Arianna Fidanza | 73.º    |
| 2017      | 17.º                      | Arlenis Sierra  | 21.º    |
| 2018      | 9.º                       | Arlenis Sierra  | 19.º    |

## Palmarés
Para anos anteriores veja-se: Palmarés da A.R. Monex Women's Pro Cycling Team.

### Palmarés de 2021

#### UCI WorldTour Feminino
| Datas | Corridas | Ganhadora |

#### Calendário UCI Feminino
| Datas      | Corridas                   | Ganhadora      |
| 14 de maio | Clásica Féminas de Navarra | Arlenis Sierra |

#### Campeonatos nacionais
| Datas | Corridas | Ganhadora |

## Elencos
Para anos anteriores, veja-se Elencos da A.R. Monex Women's Pro Cycling Team

### Elenco de 2021
| Integrantes da equipe 2021 | Integrantes da equipe 2021 | Integrantes da equipe 2021                  | Integrantes da equipe 2021 |
| Ciclista                   | Data de nascimento         | Equipe anterior                             |                            |
| -------------------------- | -------------------------- | ------------------------------------------- | -------------------------- |
| Gaia Benzi                 | 20 dezembro 1999           |                                             |                            |
| Emma Faoro                 | 21 março 2002              |                                             |                            |
| Ariadna Gutiérrez          | 22 agosto 1991             | Agolico (2020)                              |                            |
| Maria Jose Vargas          | 15 fevereiro 1996          | Agolico (2020)                              |                            |
| Julieta Lledias Villegas   | 16 abril 2001              | Agolico (2020)                              |                            |
| Eider Merino               | 2 agosto 1994              | Movistar Team (2020)                        |                            |
| Mariia Miliaeva            | 16 julho 2001              | Cogeas-Mettler-Look Pro Cycling Team (2020) |                            |
| Maria Novolodskaya         | 28 julho 1999              | Cogeas-Mettler-Look Pro Cycling Team (2020) |                            |
| Maria Pia Chiatto          | 13 maio 2002               |                                             |                            |
| Katia Ragusa               | 19 maio 1997               | Bepink (2019)                               |                            |
| Andrea Ramírez Fregoso     | 25 setembro 1999           | Agolico (2020)                              |                            |
| Lizbeth Salazar            | 8 dezembro 1996            | Swapit Agolico (2018)                       |                            |
| Arlenis Sierra             | 7 dezembro 1992            | World Cycling Centre (2016)                 |                            |
| Jade Teolis                | 12 janeiro 2002            |                                             |                            |
| Maria Vittoria Sperotto    | 20 novembro 1996           | Bigla-Katusha (2020)                        |                            |
|                            |                            |                                             |                            |
| Fonte: ProCyclingStats     |                            |                                             |                            |